# Michael Fors Olson
Michael Fors Olson (Park Ridge, 29 giugno 1966) è un vescovo cattolico statunitense, dal 19 novembre 2013 vescovo di Fort Worth.

## Biografia
Monsignor Michael Fors Olson è nato a Park Ridge, in Illinois, il 29 giugno 1966 da Ronald G. Olson e Janice (nata Fetzer). Ha tre sorelle.

### Formazione e ministero sacerdotale
Ha frequentato la scuola elementare "Santa Maria" di Des Plaines dal 1972 al 1980, il seminario propedeutico "Quigley" del 1980 al 1984 e il Niles College di Chicago dal 1984 al 1986. Ha studiato filosofia all'Università Cattolica d'America a Washington, dove ha ottenuto il baccellierato nel 1988 e il Master nel 1989. Dopo che la sua famiglia si è trasferita a Fort Worth, come parte del trasferimento aziendale di GTE/DC, ha proseguito gli studi per il sacerdozio in Texas. Ha studiato teologia presso il seminario "Santa Maria" e all'Università di San Tommaso a Houston dal 1989 al 1994. Nel 1993 ha beneficiato della CRS Global Fellowship, grazie alla quale ha viaggiato in Egitto e in Burkina Faso per conoscere lo sviluppo globale della giustizia sociale. Successivamente, dal 1997 al 2001, ha frequentato il Center for Health Care Ethics dell'Università di Saint Louis per gli studi dottorali. Nel 2011 ha ottenuto il dottorato in teologia morale all'Accademia alfonsiana a Roma con una tesi intitolata The Function of Prudence in Withholding/Withdrawal of AHN from PVS Patients: A Consideration of the Approach of Germain Grisez (La funzione della prudenza nel trattenere/ritirare l'AHN dai pazienti con PVS: una considerazione dell'approccio di Germain Grisez).
Il 3 giugno 1994 è stato ordinato presbitero per la diocesi di Fort Worth. In seguito è stato vicario parrocchiale della parrocchia di San Michele a Bedford dal 1994 al 1997, docente presso la scuola di medicina dell'Università di Saint Louis dal 1998 al 2000, formatore presso il seminario "Santa Maria" e professore all'Università di San Tommaso a Houston dal 2001 al 2006, parroco della parrocchia di San Pietro a Fort Worth, vicario generale dal 2006 al 2008, consultore diocesano dal 2006 e rettore del seminario "Santissima Trinità" di Irving dal 2008 alla nomina episcopale. Nel 2010 è stato nominato cappellano di Sua Santità.

### Ministero episcopale
Il 19 novembre 2013 papa Francesco lo ha nominato vescovo di Fort Worth. Ha ricevuto l'ordinazione episcopale il 29 gennaio successivo nel Fort Worth Convention Center dall'arcivescovo metropolita di San Antonio Gustavo Garcia-Siller, co-consacranti l'arcivescovo emerito di Galveston-Houston Joseph Anthony Fiorenza e il vescovo di Orange in California Kevin William Vann. Durante la stessa celebrazione ha preso possesso della diocesi. Erano presenti oltre 10 000 persone provenienti da tutto il Texas del nord e oltre.
Oltre all'inglese, conosce lo spagnolo, l'italiano e il latino.

## Genealogia episcopale
La genealogia episcopale è:
- Cardinale Scipione Rebiba
- Cardinale Giulio Antonio Santori
- Cardinale Girolamo Bernerio, O.P.
- Arcivescovo Galeazzo Sanvitale
- Cardinale Ludovico Ludovisi
- Cardinale Luigi Caetani
- Cardinale Ulderico Carpegna
- Cardinale Paluzzo Paluzzi Altieri degli Albertoni
- Papa Benedetto XIII
- Papa Benedetto XIV
- Papa Clemente XIII
- Cardinale Giovanni Francesco Albani
- Cardinale Carlo Rezzonico
- Cardinale Antonio Dugnani
- Arcivescovo Jean-Charles de Coucy
- Cardinale Gustave-Maximilien-Juste de Croÿ-Solre
- Vescovo Charles-Auguste-Marie-Joseph Forbin-Janson
- Cardinale François-Auguste-Ferdinand Donnet
- Vescovo Charles-Emile Freppel
- Cardinale Louis-Henri-Joseph Luçon
- Cardinale Charles-Henri-Joseph Binet
- Cardinale Maurice Feltin
- Cardinale Jean-Marie Villot
- Cardinale Agostino Cacciavillan
- Cardinale Francis Eugene George, O.M.I.
- Arcivescovo Gustavo Garcia-Siller, M.Sp.S.
- Vescovo Michael Fors Olson

## Araldica
| Stemma | Titolare                                 | Descrizione |
|        | Michael Fors Olson Vescovo di Fort Worth | Uno stemma episcopale è composto da uno scudo con le sue cariche (simboli), un rotolo con il motto e gli ornamenti esterni. Lo scudo, che è la caratteristica centrale e più importante di qualsiasi dispositivo araldico è descritto (blasonato) in termini del XII secolo che sono arcaici al nostro linguaggio moderno. Questa descrizione viene fatta come se fosse fatta dal portatore con lo scudo indossato sul braccio. Quindi, dove si applica, i termini destra e sinistra sono invertiti quando lo stemma viene visto dal lato anteriore. Lo stemma della diocesi di Fort Worth è composto da un campo blu, per onorare la Beata Vergine Maria, su cui è esposto un forte castellato in argento. Sopra il forte vi è un trifoglio verde per onorare San Patrizio, il titolare della chiesa cattedrale. Per il suo stemma personale il vescovo Olson ha adottato un disegno che rappresenta gli aspetti importanti della sua vita. La sezione superiore è in argento e presenta un anello nero sul quale è posta una croce rossa con tre anelli d'oro intrecciati a formare un nodo irlandese. Questa è una rappresentazione tradizionale della Santissima Trinità e sono presenti anche sulla croce e sull'anello che formano il logo del seminario "Santissima Trinità" di Irving del quale è stato rettore. La parte inferiore è rossa con una spada d'oro, che ricorda l'Arcangelo Michele, il patrono battesimale del vescovo, convertita in una bilancia, simbolo della giustizia. Questo riflette il fatto che la giustizia è la principale chiamata di tutti i chierici e soprattutto dei vescovi. Al centro del disegno vi è una sbarra blu con raffigurato un nardo tra due rose, tutti e tre in oro. Il nardo è tratto dallo stemma di papa Francesco, che ha chiamato il vescovo Olson all'episcopato, ed è tra due rose, una per Maria, con il titolo di Madonna di Guadalupe, e l'altro per Santa Teresa, il "piccolo fiore". Come motto ha scelto l'espressione "Veritatis splendor". Questo è il titolo di un'enciclica di papa Giovanni Paolo II. Le parole "lo splendore della verità" esprimono la profonda convinzione del vescovo Olson secondo cui la verità di Gesù Cristo è splendida oltre ogni credenza. Lo stemma è completato dagli ornamenti esterni che sono una croce processionale episcopale d'oro, posta dietro e che si estende sopra e sotto lo scudo, e un galero, con sei nappe, in tre file, su entrambi i lati dello scudo, il tutto in verde. Queste sono le insegne araldiche di un prelato del grado di vescovo, per ordine della Santa Sede del 31 marzo 1969. Lo stemma è stato descritto dal diacono Paul J. Sullivan. |